# Quezon Bridge
Quezon Bridge, tot 1930 bekend als Claveria Bridge, is een stalen hangbrug over de Pasig in de Filipijnse hoofdstad Manilla. De brug werd gebouwd tussen 1849 en 1852 en verbindt de districten Quiapo en Ermita. De brug was indertijd de eerste hangbrug van Zuidoost-Azië.

## Geschiedenis
De Quezon Bridge werd ontworpen door de Baskische ingenieur Matias Mechacatorre in opdracht van het bedrijf Ynchausti y Compañia. Dat bedrijf onder leiding van Jose Joaquin de Ynchausti begon de bouw van de brug in 1849. Na afronding van de bouw in 1852 werd de eerste hangbrug van Zuidoost-Azië vernoemd naar Narciso Claveria y Zaldua, Spaans gouverneur-generaal van de Filipijnen van 1844 tot 1849. In de volksmond stond de Claveria Bridge simpelweg bekend als Puente Colgante (Spaans voor hangbrug). De brug was 110 meter lang en zeven meter breed. De tweebaansweg was berijdbaar voor paarden en door carabaos getrokken koetsen. Ook was de brug toegankelijk voor voetgangers.
Schrijver en nationaal kunstenaar Nick Joaquin beschreef de brug zoals deze was in de jaren 70 van de 19e eeuw: "Across the city’s river now arched … the amazing Puente Colgante, suspended in the air, like a salute to the age of science and engineering. The Industrial Age found its expression in the Philippines in the form of a bridge unparalleled throughout Asia."
In de jaren 30 van de 20e eeuw werd de hangbrug gerenoveerd en omgebouwd tot een moderne stalen boogbrug. Tevens werd de brug hernoemd naar Manuel Quezon, de president van het Gemenebest van de Filipijnen.